# Captain Sensible
Raymond Ian Burns (nascut 24 d'abril de 1954), conegut pel nom artístic Captain Sensible (Capità Sensat), és un cantant, compositor i guitarrista anglès.
Burns va co-fundar el grup punk The Damned, al principi tocant el baix abans de canviar a la guitarra. Va embarcar en una carrera en solitari durant els 1980s, aconseguint un número 1 a la llista de senzills del Regne Unit amb la seva versió de «Happy Talk«.
El distintiu estètic de Sensible és una boina vermella, ulleres diverses i de vegades samarreta de mariner.

## Vida primerenca
Burns va néixer a Balham, Londres, el 1954. Va anar a l'Stanley Technical School for Boys a South Norwood. El primer instrument musical que va tocar fou un orgue Bontempi.

## The Damned
Al principi un membre de la banda Johnny Moped, Burns s'ajuntà amb The Damned el 1976 per suggeriment del seu col·lega Rat Scabies, bateria de la banda. Sensible va ocupar diverses posicions en l'alineació de Damned durant la seva estança (incloent baixista, guitarrista principal i teclista), i finalment esdevingué el compositor principal de la banda després de la sortida de Brian James. Va deixar el grup als anys vuitanta per concentrar-se en projectes en solitari, però es reincorporà el 1996 després que se n'anés Scabies. Sensible va co-escriure Grave Disorder, primer àlbum d'estudi nou de la banda després de 8 anys, llançat el 2001. Burns continua fent gires amb la banda i a més a més van editar el seu àlbum So, Who's Paranoid? durant 2008.

## Carrera sol
El primer lliurament en solitari va aparèixer el 1978 amb el senzill «Jet Boy, Jet Girl», enregistrat mentre The Damned era en aturada. Va continuar el 1981 amb un EP per Crass Records. Va signar amb A&M Records i va aconseguir un número u al Regne Unit el 1982 amb una versió de «Happy Talk», la cançó de Rodgers i Hammerstein de South Pacific, i amb un atractiu suport de la banda Dolly Mixture, i Robyn Hitchcock a la guitarra per completar la provisional formació d'en Sensible. Aquesta era més tard samplejada per l'artista de rap Dizzee Rascal en la cançó Somni (2004). Altres cançons que esdevenien impactes en el Regne Unit i diversos països europeus eren «Wot», «One Christmas Catalogue» i l'anti-Guerra de les Illes Malvines-Falkland «Glad It's All Over» que fou co-escrit i produït per Tony Mansfield. Després de trencar amb A&M Records va continuar per diverses etiquetes independents, incloent Deltic Records i Humbug Records. També ha anat de gira amb la seva banda de l'etapa en solitari Punk Floyd.
El seu enregistrament de «The Snooker Song» del musical de Mike BattThe Hunting Of The Snark va ser utilitzat com la música principal del xou de jocs de la BBC Big Break, i també va escriure i va interpretar i gravar la cançó «Brain's Theme» per la pel·lícula Skinned Deep el 2004.

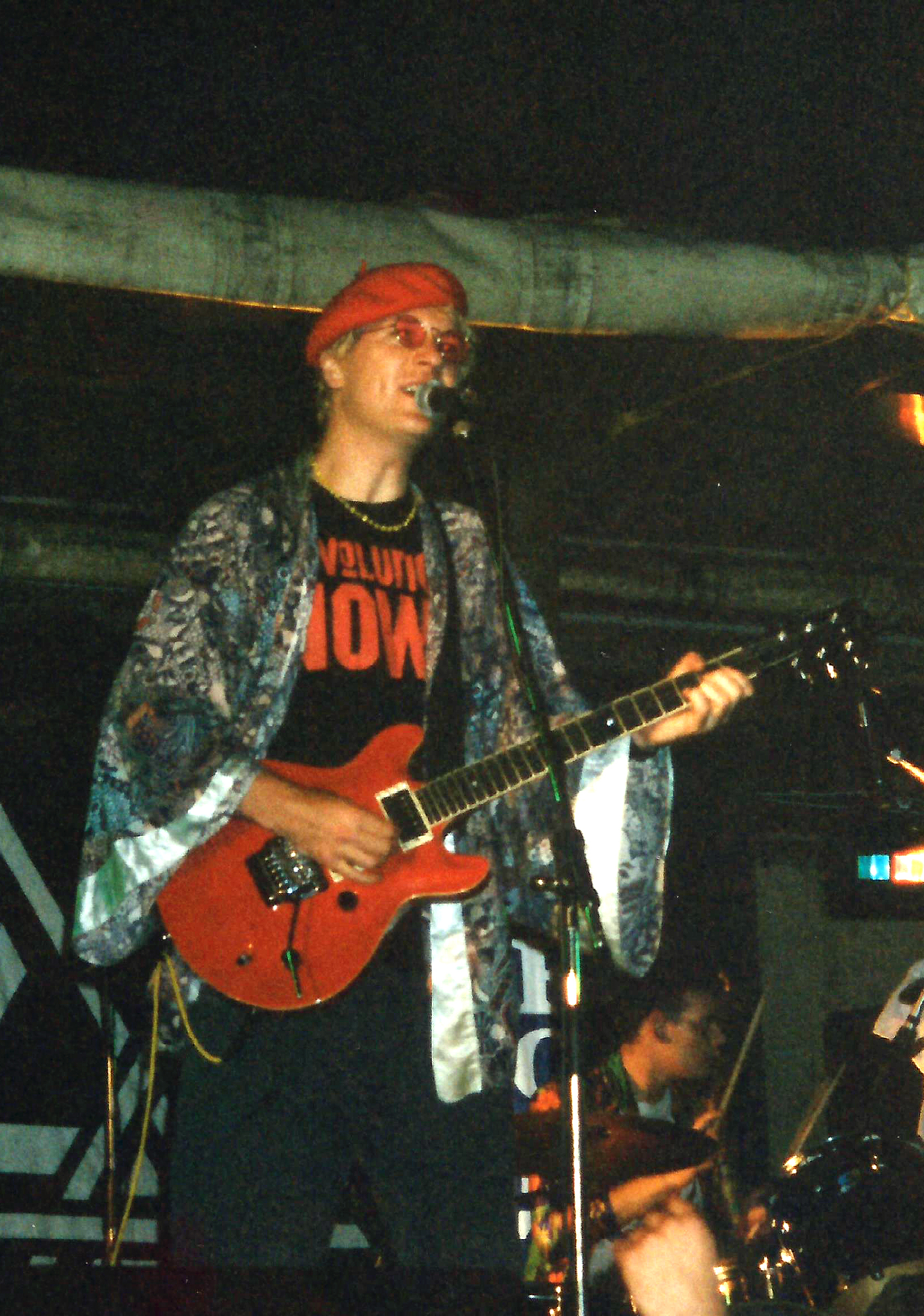
Tocant en viu en Abergavenny, 1994

El Captain Sensible és també membre del supergroup Dead Men Walking, juntament amb Mike Peters (The Alarm), Kirk Brandon (Spear of Destiny) i Slim Jim Phantom (Stray Cats). També és membre de The Sensible Gray Cells amb l'antic company de The Damned Paul Gray.

## Política
"I always wanted to put a brick through the TV when I saw Blair pop his head up. It's quite easy to write lyrics when politicians are so corrupt. I had to start my own political party I was so angry. I called it the Blah Party. It was 50 per cent joke, 50 per cent serious but was my way of dealing with it."
El setembre 2006, va formar un partit polític britànic nou amb el nom Partit Blah!. Va declarar: «Creiem que el vot és una part important del procés democràtic, i volem el Partit Blah! per ser el partit de la protesta, un canal pel qual la gent del Regne Unit pot provocar la seva insatisfacció en coses quotidianes sense sentit i protestar contra el govern i la collita actual de partits polítics.» El partit es basava en el principi de democràcia directa, amb els suggeriments que eren fets per qualsevol a través de la pàgina web. Aquests suggeriments llavors serien votats per l'afiliació, resultant en un rolling manifesto o declaració susceptible de ser revisada i modificada constantment. El partit es va presentar el 24 de setembre de 2006 en una conferència a Manchester. Les polítiques inicials van incloure aturar la «chav culture» (podria traduir-se com cultura xava, xoni…) i la idolatria de celebritats gens intel·ligents com els Beckhams, Paris Hilton i Jade Goody, al costat de polítiques més serioses d'oposar-se a la Guerra d'Iraq i a l'obligatorietat de donar informació personal juntament a la de posseir carnet d'identitat. En comptes de gastar diners amb aquest sistema de control de la població, es proposava gastar diners en transport públic, hospitals i energia renovable.
El setembre de 2006 el partit va signar un acord de patrocini amb Seabrook Crisps, que va imprimir el logotip del partit i els detalls sobre l'adhesió al paquets de xips. El partit també va rebre suport no financer de la companyia de relacions públiques Propaganda. El partit va rebre 168.309 lliures en el darrer trimestre del 2006. El Blah! Party va quedar sense deutes el 2008, amb 8.544 membres. El partit era lliure de deutes el 2008, amb una afiliació de 8,544, mentre el 2007 n'era de 5,000.
El primer candidat era Carl Finlan, qui va presentar-se en les eleccions locals de 2007 al districte electorla Thornton & Allerton ward de Bradford. Va obtenir 69 vots (1.6%). La líder adjunt Melodie Staniforth treballava i es va presentar al districte electoral de Holme Valley North de Kirklees sota el nom de Boney Maroney el 2008. Va obtenir 38 vots (0,68%). Va demetre poc després.
L'11 de setembre de 2007, Propaganda (l'empresa de relacions públiques responsable de la fundació del partit) va abandonar el projecte i va deixar el control a Captain Sensible, a l'excap del Monster Raving Loony Party, Melodie Staniforth, Robert Staniforth, Sadie Ingoldby, Shaun Nightingale i Gary Spate. El desembre de 2008, l'empresa Propaganda va tancar la pàgina web. El partit va acabar la seva associació amb Propaganda i Seabrook, penjant una pàgina web nova. Alhora el Partit Blah! es va esborrar del registre de partits polítics i es fa transformar en comptes d'això en grup de protesta.

## Vida personal
Raymond Burns estava casat amb Rachel Bor de Dolly Mixture. Captain Sensible i Bor van tenir tres fills junts. Burns més tard es tornà a casar i ara té quatre fills.

## Discografia tot sol

### Àlbums
- Women and Captains First (1982), A&M – Posició Llista del Regne Unit n. 64
- The Power of Love (1983), A&M
- Revolution Now (1989), Deltic
- The Universe of Geoffrey Brown (1993), Humbug
- Live at the Milky Way (1994), Humbug
- Meathead (1995), Humbug
- Mad Cows and Englishmen (1996), Scratch

Recopilacions
- Sensible Singles (1984), A&M
- A Slice of Captain Sensible (1997), Humbug
- The Captain Box (1997), Humbug
- Sensible Lifestyles: The Best of Captain Sensible (1997), Cleopatra
- The Masters (1998), Eagle
- The Collection (2003), Spectrum Music

### EPs
- This is Your Captain Speaking (1981), Crass
- The Universe of Captain Sensible (1998), Jarmusic

### Singles
- «Jet Boy, Jet Girl» (1978), Dutch Poker [també aparegut com el costat-B de «Wait for the Blackout» de Damned]
- «Happy Talk» (1982), A&M – Regne Unit No. 1[23]
- «Wot» (1982), A&M – Regne Unit No. 26
- «Croydon» (1982), A&M
- «Stop the World» (1983), A&M – Regne Unit No. 82
- «I'm a Spider» (1983), A&M
- «Glad It's All Over» (1984), A&M – Regne Unit No. 6
- «There Are More Snakes than Ladders» (1984), A&M – Regne Unit No. 57
- «One Christmas Catalogue» (1984), A&M – Regne Unit No. 79
- «Hey Jo» (1984) – «Wargasm«
- «Wot, No Meat?» (1985), Animus – acreditat a Captain Sensible & el Missus' (duet amb Rachel Bor de Dolly Mixture)
- «Come On Down» (1985), A&M
- «Revolution Now» (1987), A&M
- «The Snooker Song» (1988), Trax
- «The Toys Take Over » (1988), Deltic
- «I Get So Excited» (1988), Deltic
- «Smash It Up (part 4)» (1990), Deltic – [El costat B de la versió 12» és de Brotherhood of Lizards]
- «Wot '93» (1993), XYZ
- «The Hokey Cokey» (1994), Humbug – Regne Unit No. 71
- «Flip Top World» (1995), Humbug
- «While Wrecking the Car» (1997), Empty
- «Missing the Boat» (1999), Jarmusic
- «Wot – I Say Captain» amb Erkan & Stefan (2005)
- «Wot!» Amb LaBrassBanda (2014)